# Yasaboba
Yasaboba är en ort i Azerbajdzjan.   Den ligger i distriktet Qusar Rayonu, i den nordöstra delen av landet, 180 km nordväst om huvudstaden Baku. Yasaboba ligger 119 meter över havet och antalet invånare är 488.
Terrängen runt Yasaboba är lite kuperad. Närmaste större samhälle är Xudat, 8,7 km öster om Yasaboba.
Trakten runt Yasaboba består till största delen av jordbruksmark. Runt Yasaboba är det ganska tätbefolkat, med 129 invånare per kvadratkilometer.